# Sunger
 Sunger  falu Horvátországban, a Tengermellék-Hegyvidék megyében. Közigazgatásilag Mrkopaljhoz tartozik.

## Fekvése
Fiumétól 30 km-re keletre, községközpontjáról 3 km-re északnyugatra, a horvát Hegyvidék középső részén fekszik.

## Története
A településnek 1857-ben 665, 1910-ben 609 lakosa volt. A falu a trianoni békeszerződésig Modrus-Fiume vármegye Delnicei járásához tartozott. 
A falunak 2011-ben 318 lakosa volt.

## Lakosság
| Lakosság változása | Lakosság változása | Lakosság változása | Lakosság változása | Lakosság változása | Lakosság változása | Lakosság változása | Lakosság változása | Lakosság változása | Lakosság változása | Lakosság változása | Lakosság változása | Lakosság változása | Lakosság változása | Lakosság változása | Lakosság változása |
| ------------------ | ------------------ | ------------------ | ------------------ | ------------------ | ------------------ | ------------------ | ------------------ | ------------------ | ------------------ | ------------------ | ------------------ | ------------------ | ------------------ | ------------------ | ------------------ |
| 1857               | 1869               | 1880               | 1890               | 1900               | 1910               | 1921               | 1931               | 1948               | 1953               | 1961               | 1971               | 1981               | 1991               | 2001               | 2011               |
| 665                | 606                | 651                | 705                | 706                | 609                | 482                | 485                | 577                | 518                | 467                | 464                | 434                | 387                | 333                | 318                |

## Nevezetességei
Szent Cirill és Metód tiszteletére szentelt temploma 1863-ban épült. Egyhajós épület félköríves szentéllyel. Főoltárán Szent Cirill és Metód szobrai mellett Szent Fábián és Szent Sebestyén vértanúk szobrai állnak. Fábián pápát teljes pápai ornátusban, Szent Sebestyént fához kötve nyilakkal átlőve ábrázolja. A főoltártól balra nyílik a sekrestye, melynek bejárata délről nyílik. A hajóban két mellékoltár áll, balról Páduai Szent Antal, jobbról Szent György vértanú tiszteletére szentelve. Az oltárok fából vannak faragva. A hajó boltozatán a négy evangélista képe látható. A hajót a hagyományos keresztút szegélyezi. A bejárat felett a megújítás éve, az 1904-es felirat láthat. A toronysisak rézlemezekkel, a hajó feletti tető bádoggal fedett. A harangtoronyban egy harang található. A templom területét falazott vaskerítés övezi.